# Dungannon Swifts FC
Dungannon Swifts FC este o echipă de fotbal din Comitatul Tyrone, Irlanda de Nord.

## Palmares
- Ulster Cup: 1
  - 2002/03
- Irish League First Division: 1
  - 2002/03
- Mid-Ulster Cup: 6
  - 1970/71, 1975/76, 1987/88, 1996/97, 2005/06, 2008/09
- IFA Reserve League: 1
  - 2005/06†
- Irish Intermediate Cup: 2
  - 1977/78, 1991/92
- B Division Knock-out Cup: 1
  - 1993/94
- George Wilson Cup: 3
  - 1973/74, 2003/04†, 2005/06†
- Louis Moore Cup: 1
  - 1975/76
- Bob Radcliffe Cup: 9
  - 1981/82, 1985/86, 1986/87, 1989/90, 1992/93, 1993/94, 1994/95, 1995/96, 2005/06†
- Mid-Ulster Shield: 1
  - 1970/71
- Mid-Ulster League: 2
  - 1970/71, 1971/72
- Alexander Cup: 4
  - 1967/68, 1969/70, 1970/71, 1971/72